# August Friedrich Hecker
August Friedrich Hecker (Kütten près de Halle, 1763 - Berlin, 1811), est un médecin prussien.

## Biographie
Il enseignait la médecine à Erfurt, depuis 1790, lorsqu'il fut appelé, en 1805, à Berlin, pour y professer la pathologie et la séméiotique au collège médico-chirurgical de cette ville. Il reçut le titre de conseiller du roi de Prusse.

## Œuvres
Hecker a laissé un assez grand nombre d'ouvrages, dont les principaux sont : 
- Physiologia pathologica (Halle, 1791-1799, 2 vol.) ;
- Instructions pour reconnaître et pour traiter les maladies vénériennes (Erfurt, 1791) ;
- Tableaux d'histoire de la médecine (Halle, 1791) ;
- Histoire générale des sciences naturelles et de la médecine (Leipzig, 1793) ;
- l’Art de guérir les maladies des hommes (Erfurt, 1804-1808, 2 vol.), plusieurs fois réédité ;
- la Marche de la médecine vers la certitude ou Théories, systèmes et méthodes depuis Hippocrate jusqu'à nos jours (Erfurt, 1808) ;
- Manuel complet de médecine de guerre (Gotha, 1816-1817, 3 vol.) ;
- Dictionnaire de médecine théorique et pratique (Gotha, 1838, 2 vol.).